# Леопольд IV (герцог Австрии)
Леопольд IV (нем. Leopold IV.; 1371, Вена — 3 июня 1411, Вена) — герцог Австрии с 1386 года. Из Леопольдинской линии династии Габсбургов.

## Биография
Леопольд IV был вторым сыном австрийского герцога Леопольда III и Виридис Висконти, принцессы Миланской.
После гибели отца в 1386 году австрийский престол унаследовали Леопольд IV и его старший брат Вильгельм. Первое время братья правили совместно, однако уже в это время Леопольд IV отвечал, главным образом, за управлением Передней Австрией, включая и габсбургские владения в Аргау и других областях северной Швейцарии, и в этом качестве боролся со швейцарскими кантонами, стремившимися к независимости от Австрии. В 1394 году, после очередного поражения Габсбургов, Леопольд IV и его опекун австрийский герцог Альбрехт III признали фактическую самостоятельность Швейцарской конфедерации.
В 1396 году Вильгельм и Леопольд IV разделили между собой родовые владения Леопольдинской линии Габсбургов: первый получил Штирию, Каринтию и Крайну (т. н. Внутренняя Австрия), а Леопольд IV стал правителем Тироля и Передней Австрии (Форарльберг и территории в Швабии, Эльзасе и Швейцарии). Однако младшие братья Леопольда IV и Вильгельма также начали претендовать на долю в наследстве Габсбургов. В 1402 году Эрнст и Фридрих IV были признаны герцогами, а после смерти Вильгельма в 1406 году был произведён новый раздел австрийских владений: Эрнст получил Штирию, Фридрих IV — Тироль, а Леопольд IV, как глава габсбургского дома, сохранил за собой Переднюю Австрию и приобрёл Каринтию и Крайну. Более того, Леопольд IV был признан опекуном юного Альбрехта V, правителя собственно герцогства Австрия на Дунае.
Несмотря на раздел габсбургских земель, конфликты между братьями продолжились. В центре противоречий оказался вопрос обладания Веной — столицей и самым богатым городом Австрийской монархии. Претензии на Вену предъявил Эрнст, младший брат Леопольда IV. Между ними развернулась жестокая борьба за власть в городе, причём Эрнст опирался на венский патрициат, а Леопольда IV поддерживали цехи. В 1408 году патриции Вены казнили сторонников Леопольда IV из мастеров ремесленных цехов, однако город захватили войска Леопольда IV, который в свою очередь устроил казнь приверженцев Эрнста, в том числе и бургомистра столицы.
В 1410 году в австрийские земли вторглась армия Йоста Моравского, претендующего на престол Священной Римской империи: Леопольд IV выступил на стороне его противника Сигизмунда Люксембургского, короля Венгрии. В результате этого вторжения нижнеавстрийские земли были сильно разорены. Продолжению войны, однако, помешала смерть герцога Леопольда IV в 1411 году.

### Брак и дети
- (1393) Екатерина Бургундская (1378—1425), дочь Филиппа II, герцога Бургундии

Детей Леопольд IV не имел.